# Rhys Davies
Rhys Davies (Edinburgh, 28 mei 1985) is een professioneel golfer uit Wales.
Hoewel Davies in Schotland is geboren speelt hij voor Wales. Op 8-jarige leeftijd gaat hij al naar de South Wales Golf Centre van voormalig tourspeler Simon Cox. In zijn jonge jaren staat Davies voor de keuze professioneel golfer of cricketer te worden. Hij kiest voor golf.
Hij studeerde twee jaar aan de East Tennessee State University, waar hij tien golftoernooien won en in twintig andere toernooien in de top-3 eindigde.

## Amateur

### Gewonnen
- 2003: British Boys Amateur Championship
- 2006: Scratch Players Championship

### Teams
- Jacques Leglise Trophy namens Groot-Brittannië en Ierland: 2002 (winnaars), 2003 (winnaars)
- Eisenhower Trophy namens Wales: 2004, 2006
- Walker Cup: 2005, 2007
- Palmer Cup namens Europa: 2005, 2006 (winnaars), 2007
- St Andrews Trophy namens Groot-Brittannië en Ierland: 2006 (winnaars)
- Wales Boys: 2000, 2001, 2002, 2003
- Wales Youths: 2003, 2004, 2006
- Wales Men: 2002, 2003, 2004, 2005, 2006, 2007

## Professional
Davies is in 2007 professional geworden. Na een aarzelende start won Davies al in 2009 twee toernooien op de Europese Challenge Tour en eindigde op de vierde plaats van de Order of Merit, waardoor hij promoveerde naar de Europese Tour van 2010.
De eerste drie toernooien die hij daar speelde, haalde hij de cut, zijn vierde toernooi was in Abu Dhabi waar hij na twee rondes op een gedeeld vijfde plaats stond en als 6de eindigde. Vier weken later won hij de Hassan II Golf Trofee met een score van -25. Na een 26ste plaats op de Tourschool speelde hij in 2011 weer op de Europese Tour. Hij speelde 22 toernooien. Zijn enige top-10 relutaat was een tweede plaats bij het Africa Open, waar hij de play-off verloor van Louis Oosthuizen. Sindsdien speelt hij op de Challenge Tour.

### Gewonnen
Challenge Tour
- 2009: Fred Olsen Challenge de España (-17), SWALEC Wales Challenge PO (-2)
- 2015: Turkish Airlines Challenge (-14), Fred Olsen Challenge de España (-22)

Europese Tour
- 2010: Hassan II Golf Trofee (-25)

### Teams
- World Cup namens Wales: 2011
- Royal Trophy namens Europa: 2011 (winnaars)